# Airports Council International
L'Airports Council International (ACI; Consiglio Internazionale degli Aeroporti in italiano) è un'associazione senza fini di lucro di operatori aeroportuali civili costituita nel 1991 con sede a Montréal, Canada, e che a oggi rappresenta 575 membri operanti in 179 Paesi.
Obiettivo principale dell'associazione è rappresentare i propri membri presso l'Organizzazione Internazionale dell'Aviazione Civile (ICAO) e discutere gli standard mondiali per il trasporto civile aereo.
L'ACI nasce incorporando le attività della Airport Operators Council International (AOCI), con sede a Washington e della International Civil Airports Association (ICAA), operante a Parigi e sostituendo il Airports Associations Coordinating Council (AACC) di Ginevra.
Oggi l'associazione è suddivisa in cinque regioni geografiche con filiali in Africa a Casablanca, nel Sud-Est asiatico a Hong Kong, in Europa a Bruxelles, in America Meridionale e Caraibi a San Paolo del Brasile e nell'America del nord a Washington.
L'ACI si prefigge, attraverso la propria attività istituzionale, di perseguire alcuni scopi fondamentali, fra i quali:
- massimizzare i contributi degli enti aeroportuali affinché venga mantenuto e sviluppato un sistema aereo sicuro, rispettoso dell'ambiente ed efficiente;
- influenzare le leggi, le norme, le regole e gli standard dei diversi Paesi in modo da perseguire politiche che rappresentino gli interessi e le priorità degli aeroporti;
- sviluppare la massima cooperazione e mutua assistenza fra gli aeroporti.